# Dân chủ phi tự do
Dân chủ Phi Tự do là từ dịch từ tiếng Anh Illiberal democracy để chỉ các chế độ chuyên chế (Authoritarian regime) đặc biệt, trong đó các chính trị gia tuy được dân chúng bầu lên, nhưng họ lại không tôn trọng những quyền căn bản của công dân, mà tìm cách hạn chế những quyền này. Từ này được dùng ban đầu 1997 trong một bài trên tờ báo chính trị Foreign Affairs viết bởi Fareed Zakaria.
Các chế độ Dân chủ Phi Tự do thường có tại những nước mà sinh hoạt chính trị trong quá khứ không biết Đa nguyên là gì. Không có truyền thống chung sống yên bình giữa các ý tưởng chính trị khác biệt các đảng phái được bầu, hoặc quốc trưởng một nước hay giới hạn tự do của cá nhân và các quyền căn bản. Những điều này có thể xảy ra khi hiến pháp một nước không ghi rõ ràng là các quyền căn bản này phải được bảo vệ, hay chính quyền vi phạm hiến pháp. Các chính quyền đó thường cho là, khi được dân bầu, họ được làm mọi chuyện, mà họ cho là đúng đắn, bất chấp luật pháp hiện hành, miễn là họ tổ chức đều đặn các cuộc bầu cử.

## Châu Âu
Điển hình cho thể chế chính trị Dân chủ Phi Tự do ở Châu Âu là chế độ của Putin mà thủ tướng Hungary, Viktor Orbán, đã ca ngợi và đang bắt chước. Trong một bài diễn văn 2014 Viktor Orbán, trình bày quan điểm của ông ta về tương lai của Hungary như là một nước dân chủ phi tự do. Theo cách hiểu của ông ta, một nước dân chủ phi tự do không từ chối những giá trị dân chủ tự do, nhưng nó không lấy đó làm trọng điểm trong việc tổ chức đất nước.